# Діаметр (теорія графів)
У теорії графів діаметр зв'язного неорієнтованого графа є найбільшою відстанню між будь-якими двома його вершинами. Тобто це діаметр множини для множини вершин графа, для найкоротшої відстані в графі. Діаметр може розглядатися як для зважених, так і для незважених графів. Дослідники вивчали проблему обчислення діаметра, як для довільних графів, так і для спеціальних класів графів.

Діаметри незважених і зважених графів

Діаметр незв'язного графа може бути нескінченним або невизначеним.

## Графи малого діаметра
Задача степеня діаметра шукає тісні зв’язки між діаметром, кількістю вершин і степенем графа. Один із способів її формулювання — пошук найбільшого графа із заданими межами на його степінь та діаметр. Для будь-якого фіксованого степеня максимальний розмір графа є експоненційним у діаметрі, при цьому основа експоненти залежить від степеня. 
Обхват графа, довжина його найкоротшого циклу, може бути не більше {\displaystyle 2k+1} для графів діаметра {\displaystyle k}. Регулярні графи, для яких обхват рівний {\displaystyle 2k+1} є графами Мура. Існує лише скінчена кількість графів Мура, але точна їх кількість невідома. Вони є розв’язками задачі степеня діаметра для своїх степеня та діаметра. 
Мережі малого світу — це клас графів із малим діаметром, що моделює феномен реального світу — теорії шести рукостискань у соціальних мережах. 

## Алгоритми

### Для довільних графів
Діаметр графа можна обчислити за допомогою алгоритму найкоротшого шляху, а саме обчислити найкоротші шляхи між усіма парами вершин, а потім взяти із них максимум. У графі з додатними вагами ребер це можна зробити, повторно використовуючи алгоритм Дейкстри по одному разу для кожної можливої початкової вершини. У графі із {\displaystyle n} вершин та {\displaystyle m} ребер, такий підхід має часову складність {\displaystyle O(mn+n^{2}\log n)}. Обчислення найкоротших шляхів для всіх вершин є найшвидшим відомим методом точного обчислення діаметра для зваженого графа. 
У незваженому графі алгоритм Дейкстри може бути замінений пошуком у ширину, що дасть часову складність {\displaystyle O(mn)}. Як альтернатива, діаметр можна обчислити за допомогою алгоритму, заснованого на швидкому множенні матриці, тоді час буде пропорційний часу множення {\displaystyle n\times n} матриці, а саме близько {\displaystyle O(n^{2.37})} використовуючи відомі алгоритми множення матриць.  Для розріджених графів із невеликою кількістю ребер повторний пошук у ширину є швидшим, ніж множення матриць. Якщо припустити гіпотезу сильного експоненціального часу, повторний пошук у ширину є майже оптимальним: ця гіпотеза означає, що жоден алгоритм не може досягти часу {\displaystyle O(n^{2-\varepsilon })} для будь-якого {\displaystyle \varepsilon >0}. 
Діаметр зваженого графа можна наближати з точністю до коефіцієнта апроксимації {\displaystyle 3/2} за час {\displaystyle {\tilde {O}}(\min(m^{3/2},mn^{2/3})}, де позначення {\displaystyle {\tilde {O}}} приховує логарифмічні множники в обмеженні часу.  Згідно з гіпотезою про експоненціальний час, неможливо отримати суттєво більш точне наближення, суттєво швидше, ніж обрахунок усіх пар найкоротших шляхів. 

### Для спеціальних класів графів
Діаметр можна обчислити за лінійний час для інтервальних графів  і за майже лінійний час для графів з обмеженою шириною дерева.  На медіанних графах діаметр можна знайти в межах субквадратичного часу {\displaystyle {\tilde {O}}(n^{1.6456})}.  У будь-якому класі графів, замкнених відносно мінорів графів, таких як планарні графи, можна обчислити діаметр у субквадратичному часі з експонентою, що залежить від сімейства графів. 

## Дивіться також
- Триаметр (теорія графів)
- Діаметр (теорія груп)[en], діаметр графа Кейлі групи, для генераторів, обраних так, щоб зробити цей діаметр якомога більшим
- Діаметр графа перемикань , що з'єднує пари тріангуляцій локальними ходами